# Bill Goodwin
F. Bill Goodwin (8. januar 1942 i Los Angeles Californien USA) er en amerikansk jazztrommeslager.
Goodwin har spillet med bl.a. Bill Evans, Phil Woods, Keith Jarrett, Dexter Gordon, Art Pepper, Bobby Hutcherson, Tony Bennett og Gary Burton.